# イマノル・ウリベ
イマノル・カルメル・ウリベ・ビルバオ（Imanol Karmel Uribe Bilbao, 1950年2月28日 - ）は、エルサルバドル・サンサルバドル出身、スペイン国籍の脚本家・映画監督である。バスク人。社会派作品を得意としており、バスク地方のバスク祖国と自由(ETA)によるテロ問題をテーマとすることが多い。

## 経歴
両親はバスク地方のギプスコア県出身であり、イマノル・ウリベは1950年にエルサルバドルの首都サンサルバドルで生まれた。その後スペインに移住し、マドリードの国立映画学校で学位を取得すると、1979年の『ブルゴス裁判』が初監督作品となった。この映画は、1970年にバスク祖国と自由(ETA)の政治活動家6人が死刑判決を受けたブルゴス裁判の過程を映像化したものである。1981年の『セゴビアの逃亡』は、ETAの活動家がセゴビア刑務所を脱獄する物語、1983年の『ミケルの死』は、ETAの活動家の不可解な死に関する物語であり、『ブルゴス裁判』と合わせてバスク3部作と呼ばれている。
1991年の『El rey pasmado』は、女性に疎かったフェリペ4世の女性問題をテーマとしたコメディ映画である。ゴヤ賞で14部門にノミネートされ、8部門で受賞したが、作品賞や監督賞は逃した。1994年の『時間切れの愛』（1994年）では、フアン・マドリードの原作小説を基に、警察署にテロ攻撃を企てるETAの活動家のドラマを描き、映画祭以外では初めて日本で劇場公開された作品となった。19部門にノミネートされたゴヤ賞では、作品賞・監督賞・脚本賞を含む8部門を受賞した。サン・セバスティアン国際映画祭では作品賞を受賞し、スペイン国外では知名度が高くなかった頃のハビエル・バルデムが男優賞を受賞した。1996年の『ブワナ』（1996年）は、スペインにおける移民排斥運動や人種差別をテーマとし、再びサン・セバスティアン国際映画祭で作品賞を受賞した。2003年にはアンヘル・ガルシア・ロルダンの小説『A Boca de Noche』（夜の初めに）を原作として、スペイン内戦を舞台とした『キャロルの初恋』を撮り、主演に据えた12歳のクララ・ラゴがゴヤ賞新人女優賞にノミネートされた。

## 人物
最初（1982年以前）の結婚相手との間に娘がひとりいる。1982年にスペイン人女優のマリア・バランコと結婚した。1991年の『El rey pasmado』、1996年の『ブワナ』、2003年の『キャロルの恋』と、ウリベが監督した3作品にブランコが出演している。1993年に第一子（娘）を儲けたが、2004年に離婚した。

## 監督作品
- 1979年 El proceso de Burgos（『ブルゴス裁判』）
- 1981年 La fuga de Segovia（『セゴビアの逃亡』）
- 1983年 La muerta de Mikel（『ミケルの死』）
- 1985年 Eternal Fire
- 1986年 Adiós pequeña
- 1989年 La luna negra
- 1991年 El rey pasmado
- 1994年 Dias contados（『時間切れの愛』）
- 1996年 Bwana（『ブワナ』）
- 1998年 Extraños
- 2000年 Plenilunio
- 2002年 El viaje de Carol（『キャロルの初恋』）
- 2007年 La carta esférica
- 2012年 Miel de naranjas
- 2015年 Lejos del mar

## 受賞
| 年       | 映画祭/映画賞                  | 作品           | カテゴリー | 結果       |
| -------- | ------------------------------ | -------------- | ---------- | ---------- |
| 1991年度 | 第6回ゴヤ賞                    | El rey pasmado | 作品賞     | ノミネート |
| 1991年度 | 第6回ゴヤ賞                    | El rey pasmado | 監督賞     | ノミネート |
| ????年   | アメリカ映画編集者協会賞       | El rey pasmado | 監督賞     | 受賞       |
| 1994年   | サン・セバスティアン国際映画祭 | 時間切れの愛   | 作品賞     | 受賞       |
| 1994年度 | 第9回ゴヤ賞                    | 時間切れの愛   | 作品賞     | 受賞       |
| 1994年度 | 第9回ゴヤ賞                    | 時間切れの愛   | 監督賞     | 受賞       |
| 1994年度 | 第9回ゴヤ賞                    | 時間切れの愛   | 脚本賞     | 受賞       |